# Jonas Aguenier
Jonas Bastien Baptiste Aguenier (Orléans, 28 aprile 1992) è un pallavolista francese, centrale dello Sporting Lisbona.

## Carriera

### Club
La carriera di Jonas Aguenier inizia nelle giovanili del Tours, per poi entrar a far parte, nel 2009, della squadra federale del CNVB. L'esordio tra i professionisti avviene nella stagione 2009-10 grazie all'ingaggio da parte del Nantes, in Ligue A, a cui resta legato per cinque annate.
Nella stagione 2014-15 veste la maglia del Cannes, dove gioca per due campionati. Nell'annata 2016-17 si accasa allo Chaumont, sempre in Ligue A, con cui vince lo scudetto 2016-17 e la Supercoppa francese 2017.
Nella stagione 2018-19 difende i colori della Marconi di Spoleto nella Serie A2 italiana, mentre nella stagione successiva, a campionato già iniziato, firma per il BluVolley Verona, in Superlega; nell'annata 2021-22 passa al neonato Verona, che raccoglia l'eredità sportiva del suo club precedente, sempre nella massima divisione. Nella stagione 2022-23 si trasferisce a Cantù per difendere i colori della Libertas Brianza, in Serie A2. Dopo due stagioni in Brianza si trasferisce per la prima volta in Portogallo, ingaggiato dallo Sporting Lisbona.

### Nazionale
Tra il 2008 e il 2009 viene convocato nella nazionale under 19 francese, mentre nel 2011 è nella under 21.
Nel 2013 ottiene le prime convocazioni nella nazionale maggiore, con cui, nello stesso anno, conquista la medaglia di bronzo ai XVII Giochi del Mediterraneo. Nel 2015 si aggiudica la medaglia d'oro alla World League e al campionato europeo. Nel 2018 vince l'argento alla Volleyball Nations League 2018.

## Palmarès

### Club
- Campionato francese: 1

2016-17
- Supercoppa francese: 1

2017

### Nazionale (competizioni minori)
- Giochi del Mediterraneo 2013
- Memorial Hubert Wagner 2015
- Memorial Hubert Wagner 2017